# Cephalotes hamulus
Cephalotes hamulus (лат.) — вид древесных муравьёв рода Cephalotes (трибы Cephalotini) из подсемейства Myrmicinae (Formicidae).

## Распространение
Неотропика: остров Гаити в Вест-Индии, в Карибском море.

## Описание
Плоскотелые древесные муравьи чёрного цвета. Крупные рабочие имеют длину около 1 см. Среднего размера, рабочие длиной от 6 до 7 мм, самки до 9 мм (самцы мелкие — около 5 мм). Тело дорзо-вентрально сплющенное. На голове имеется специальный желобок, в который помещается скапус. В его же заднебоковой части находятся глаза, наполовину спрятанные в этих желобках. Усики состоят из 11-члеников, без булавы. Развиты особые защитные шипы на груди. Заселяют полости и ходы внутри древесины, созданные ксилофагами.

## Систематика
Вид был описан в 1863 году немецким мирмекологом Юлиусом Рогером (нем. Julius Roger; 1819—1865) под первоначальным именем Cryptocerus hamulus Roger, 1863. Синонимами его являются таксоны:
- Cryptocerus hamulus haytianus Forel, 1901
- Hypocryptocerus haemorrhoidalis affinis Wheeler, W.M., 1936